# اوتنهوفن یم شوارتسوالد
اوتنهوفن یم شوارتسوالد (به آلمانی: Ottenhöfen im Schwarzwald) یک شهر در آلمان است که در ارتناوکرایس واقع شده‌است. اوتنهوفن یم شوارتسوالد ۳٬۳۳۳ نفر جمعیت دارد.